# Kayōkyoku
Kayōkyoku (jap. 歌謡曲; Schlager) ist ein musikalisches Genre in Japan, das in den 1920er-Jahren entstanden ist und der Vorgänger des J-Pop-Genres ist. The Japan Times beschreibt Kayōkyoku auch als den damaligen Standard der japanischen Popmusik.

## Informationen
Die Musikrichtung Kayōkyoku hat seine Inspiration aus der westlich-japanischen Musik.
Anders als die J-Pop-Künstler, wie der Sänger Keisuke Kuwata von Southern All Stars, verwenden die Künstler im Kayōkyoku-Genre keine stilisierten Aussprachen und Schreibweisen, die ihren Schwerpunkt auf der englischen Sprache haben. In der Hinsicht liegt der Schwerpunkt beim Kayōkyoku auf der traditionellen japanischen Sprache. Allerdings existieren Ausnahmen wie Momoe Yamaguchi, sie benannte ein Lied zum Beispiel Rock 'n' Roll Widow.
Auch von der japanischen Enka-Musik unterscheidet sich das Kayōkyoku, indem es sich nicht auf emotionale Anstrengungen, während des Gesangs, zwingt.
Berühmte Kayōkyoku-Künstler sind: Kyu Sakamoto, The Peanuts, The Tigers, Candies, Pink Lady, Seiko Matsuda, Junko Sakurada, The Checkers und Onyanko Club.

## Geschichte
Der Begriff Kayōkyoku bezeichnet auch das klassische Kunstlied in Japan. Um 1927 begann der Radio-Sender NHK das Genre in Kayōkyoku umzubenennen. Viele andere japanischen Musikgenres und Lieder aus dem Kayōkyoku gingen allerdings durch den Zweiten Weltkrieg verloren, da das Volk schmerzhafte Erinnerungen damit verbindet.
Die Kayōkyoku-Ära blühte in Japan zwischen 1950 und 1960 als Stimmungs-Kayō und von 1970 bis in die 1980er Jahre als Idol-Kayō auf. Die Stimmungs-Kayō-Ära war beeinflusst von der lateinamerikanischen Musik und der Jazz-Musik. Die Idol-Kayō-Ära hingegen war von mehreren verschiedenen Genres beeinflusst.
Der Niedergang des Kayōkyoku wird oft auf 1989 gesetzt dem Todesjahr von Hibari Misora und der Einstellung der eine Dekade laufenden Fernsehsendung The Best Ten.